# Đorđe Balašević
Đorđe Balašević (in serbo Ђорђе Балашевић Pronuncia: Giorge Balascevich; Novi Sad, 11 maggio 1953 – Novi Sad, 19 febbraio 2021) è stato un cantautore jugoslavo, poi serbo.

## Biografia

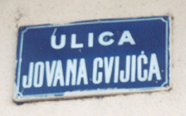
La strada natale di Balašević a Novi Sad

Balašević è nato da padre serbo (Jovan Balašević) e madre magiaro-croata (Veronika Dolenec, da un villaggio presso Koprivnica, in Croazia). Ha una sorella, Jasna. Il cognome di suo nonno era Balaš ma nel 1941, essendo cristiano ortodosso, lo cambiò in Balašević in modo da evitare l'ungarizzazione.
Balašević crebbe in Via Jovan Cvijić a Novi Sad, nella stessa casa dove visse poi con sua moglie e i suoi tre figli. Ha cominciato a scrivere poesie alle scuole elementari. Ha lasciato le scuole superiori al terzo anno perché odiava materie come matematica, fisica e chimica, tuttavia è riuscito a conseguire un diploma come privatista e a passare l'esame di ammissione all'università. Non si è mai laureato, invece andò a far parte della band Žetva (Raccolto) nel 1977.
È morto nel 2021 per complicazioni da Covid-19.

## Carriera musicale

### Gli "Žetva" e i "Rani mraz"
Dopo aver aderito agli Žetva registrò il single "U razdeljak te ljubim", con più di 180 000 copie vendute, in Jugoslavia fu un enorme successo.
Nel 1978 lasciò gli "Žetva" e assieme a Verica Todorović formò la band "Rani Mraz" (Primio Gelo). Debuttarono ad Abbazia (in un festival musicale) con la canzone "Moja prva ljubav" (Il mio primo amore)). Lo stesso anno Biljana Krstić e Bora Đorđević si unirono alla band, e assieme registrarono "Računajte na nas" (Conta su di noi) (scritto da Balašević), un brano che loda l'adozione del comunismo da parte delle generazioni giovani. La canzone divenne famosa sia tra le autorità comuniste sia tra la gente, e diventò una specie di inno per le generazioni che seguirono.
Dopo solo pochi mesi di collaborazione, Verica e Bora lasciarono la band (Bora formò i famosi Riblja Čorba), perciò Biljana e Balašević registrarono da soli "Mojoj mami umesto maturske slike u izlogu" (A mia madre invece di una foto in vetrina) il primo album dei "Rani Mraz".
Al festival di Spalato '79, Balašević vinse il primo premio con il singolo "Panonski mornar". Qualche mese più tardi fece il tutto esaurito nella sala del "Dom Sindikata" di Belgrado per ben 8 volte di fila. Era nata una stella.
Nel 1980 servì sotto le armi a Zagabria e Požarevac ma trovò il tempo per scrivere una canzone per Zdravko Čolić ed un'altra per Zlatna Krila.
Verso la fine del 1980 i "Rani Mraz" pubblicarono il loro secondo disco che fu anche l'ultimo poiché si sciolsero poco dopo. L'album riconfermò il talento di Balašević e vanta alcune tra le canzoni più indimenticabili come "Priča o Vasi Ladačkom" (Storia di Vasa Ladački) e "Život je more" (La vita è un mare) che, dopo 20 anni dalla loro pubblicazione, sono ancora molto popolari.

## Discografia

### Album in studio
1. Mojoj mami umesto maturske slike u izlogu (1979) (con i "Rani Mraz")
2. Odlazi cirkus (1980) (con i "Rani Mraz")
3. Pub (1982)
4. Celovečernji The Kid (1983)
5. 003 (1985)
6. Bezdan (1986)
7. U tvojim molitvama - Balade (1987)
8. Panta Rei (1988)
9. Tri posleratna druga (1989)
10. Marim ja (1991)
11. Jedan od onih života (1993)
12. Naposletku (1996)
13. Devedesete (2000)
14. Dnevnik starog momka (2001)
15. Rani mraz (2004)

### Singoli
1. U razdeljak te ljubim (1977) (con gli "Žetva")
2. Oprosti mi, Catherine (1978) (con i "Rani Mraz")
3. Kristifore, crni sine (1978) (con i "Rani Mraz")
4. Računajte na nas (1978) (con i "Rani Mraz")
5. Ljubio sam snašu na salašu (1978)
6. Panonski mornar (1979) (con i "Rani Mraz")
7. Prvi januar (1979) (con i "Rani Mraz")
8. Marina (1980)
9. Priča o Vasi Ladačkom (1980)
10. Tri put sam video Tita (1981)
11. Hej čarobnjaci, svi su vam đaci (1982)

## Libri
1. Računajte na nas - Libro di poesie
2. I život ide dalje - Raccolta di articoli di giornale
3. Jedan od onih života (1997) - Romanzo
4. Dodir svile (1998) - Libro di poesie
5. Tri posleratna druga - Romanzo
6. ...i od dva-tri akorda (jer ni ne umem bolje ja...)'
7. Kao rani mraz (2007)